# موقع ذو أهمية حيوية وبيئية
الموقع ذو الأهمية البيولوجية والبيئية ( SIBE ) هو نوع من المناطق المحمية في المغرب. يصنف SIBEs إلى ثلاث فئات.
في عام 2022، كان هناك 154 من مناطق SIBE تغطي مساحة 2.5 مليون هكتار.

## مقالات ذات صلة
- المنتزهات الوطنية في المغرب
- موقع ذو أهمية بيولوجية كبيرة (بلجيكا)
- منطقة طبيعية ذات أهمية بيئية وحيوانية ونباتية (فرنسا)

## الملاحظات والمراجع
1. ↑  "Réserves biologiques". eauxetforets.gov.ma (بالفرنسية). Archived from [www.eauxetforets.gov.ma/biodiversite/gestionbiodiversite/pages/reserves-biologiques.aspx the original] on 2025-02-12. Retrieved 16 septembre 2023. {{استشهاد ويب}}: تحقق من التاريخ في: |تاريخ-الوصول= (help) and تحقق من قيمة |مسار= (help).
2. ↑  Btissam Zejly (24 avril 2022). "Aires protégées du Maroc. La nature en partage". Médias 24 (بالفرنسية). Retrieved 16 septembre 2023. {{استشهاد ويب}}: تحقق من التاريخ في: |تاريخ-الوصول= and |تاريخ= (help).